# Neoconocephalus truncatirostris
Neoconocephalus truncatirostris är en insektsart som först beskrevs av Ludwig Redtenbacher 1891.  Neoconocephalus truncatirostris ingår i släktet Neoconocephalus och familjen vårtbitare. Inga underarter finns listade i Catalogue of Life.